# Fuji T-7
Fuji T-7 — японский дозвуковой учебно-тренировочный самолёт, разработанный компанией «Fuji» для Воздушных сил самообороны Японии.

## Операторы
- Япония - 49

## Тактико-технические характеристики
Технические характеристики
- Экипаж: 2 человека
- Длина: 8,59 м
- Размах крыла: 10,04 м
- Высота: 2,96 м
- Площадь крыла: 16,50 м²
- Максимальная взлётная масса: 1585 кг

Лётные характеристики
- Максимальная скорость: 376 км/ч
- Крейсерская скорость: 296 км/ч
- Практическая дальность: 1038 км
- Практический потолок: 7 620 м